# Police neuchâteloise
La Police neuchâteloise est la police du canton de Neuchâtel, en Suisse.

## Les commandants
| Nom                                  | Période                              |
| ------------------------------------ | ------------------------------------ |
| Cap Friedrich-Karl FLUHMANN          | 23 mars 1850 – 1er janvier 1868      |
| Cap Henri-Ulysse CHATELAIN-AMEZ-DROZ | 10 novembre 1829 – 20 janvier 1890   |
| Cap Joseph STAEMPFLI                 | 25 janvier 1890 – Juin 1907          |
| Adjt Henri SPINNER                   | juillet 1907                         |
| Cap Charles-Eugène ESTRABAUD         | Août 1907 - 11 avril 1913            |
| Cap Jules DUBOIS                     | 9 juin 1913 - 7 juillet 1927         |
| Sgt Henri-Jean PAGE                  | 7 juillet 1927 – 1er février 1928    |
| Cap Alexis MATTHEY-JONAIS            | 1928 - 1954                          |
| Cap Walter RUSSBACH                  | 1er janvier 1955 – 25 janvier 1975   |
| Francis WEBER                        | février – juin 1975                  |
| Pierre GUYE                          | 1er juillet 1975 au 30 avril 1981    |
| Henri-Louis PERRIN                   | 01.05.1981 - 31.01.86                |
| Otto LÜGINBUEHL                      | Février 1986 - Juin 1987             |
| André STOUDMANN                      | 01.07.87 - 31.12.95                  |
| Laurent KRÜGEL                       | 1er janvier 1996 – 30 septembre 2005 |
| Col André DUVILLARD                  | 2005 - 2012                          |
| Col Pascal LÜTHI                     | 2012 - 31 décembre 2023              |
| Col Sami HAFSI                       | depuis le 1er janvier 2024           |

## Anciens collaborateurs connus
- Yvan Perrin[2]